# Wiktor Polak
Wiktor Polak (4. prosince 1883 Piekary Śląskie – 21. červen 1941 Mauthausen-Gusen) byl polský básník a slezský povstalec.
Od raného věku se účastnil polského hnutí odporu. Byl zakladatelem a prvním předsedou Polské gymnastické společnosti Sokół v obci Piekary Śląskie. Během první světové války sloužil jako poddůstojník německé armády na francouzské frontě. V roce 1919 nastoupil do Polské vojenské organizace Horního Slezska. Účastnil se všech slezských povstání. Byl také jedním z editorů časopisu Kocynder. Po rozdělení Horního Slezska se přestěhoval do polských Świętochłowic. Dne 3. května 1940 byl zatčen a uvězněn v koncentračním táboře Mauthausen-Gusen, kde zemřel.
Své básně psal ve slezštině i polském jazyce. Byl blízkým přítelem Augustína Świdera.